# Aspalathus digitifolia
Aspalathus digitifolia är en ärtväxtart som beskrevs av Rolf Martin Theodor Dahlgren. Aspalathus digitifolia ingår i släktet Aspalathus och familjen ärtväxter. Inga underarter finns listade i Catalogue of Life.